# 阿納頓·歐
阿納頓·奧古斯特·腓德烈·歐（1867年8月15日—1943年1月9日）是一位挪威哲學家、心理學家，也是挪威科學與文學院院士。阿納頓·歐曾是宗教學者，後放棄宗教研究，改為研究哲學，後參與創辦皇家腓特烈大學哲學系，任系主任職數十年。1943年1月9日於挪威奧普蘭郡倫內爾過世，私人信件與筆記皆為挪威國家圖書館收藏。

## 學術生涯
阿納頓·歐在1886年在斯塔萬格完成中學學業，1892年自皇家腓特烈大學（Det Kongelige Frederiks Universitet，今奧斯陸大學）取得神學學士學位。阿納頓·歐從1893年至1897年間都在做歐洲四國比較宗教研究。1897年，阿納頓·歐向母校皇家腓特烈大學申請教會史教授職位，但被拒絕，因為評選委員會發現他已「偏離我們的教會信仰」，因此「不適任」需教育未來神職人員的神學教職。雖如此，阿納頓·歐仍於1898年獲選為挪威科學與文學院院士。
之後，阿納頓·歐就轉換學術領域，先赴英研究哲學，再前往德國研究實驗心理學。阿納頓·歐1904年至1908年間出任哈雷-維滕貝格大學講師，1908年成為母校皇家腓特烈大學的哲學教授。除了研究哲學，他也出版過觀念史領域的著作，還參與創辦皇家腓特烈大學哲學系，任系主任職至1937年退休。他也曾是該校人文學院院長，任期是1918年至1921年；1924年至1925年間至美國哥倫比亞大學訪問，為訪問學人。學術之外，阿納頓·歐還曾參與禁酒運動工作、倡議國際和平。

## 家庭
阿納頓·歐生於挪威芬馬克郡內瑟比，是尼斯·翁都·歐（Niels Anton Aall）主教與瑪蒂爾德·蘇珊·達爾（Mathilde Susanne Dahl）之子。歐氏一家並未定居內瑟比，而是隨著尼斯·翁都·歐的神職生涯搬家。他的兄弟赫曼·哈里斯·歐是一位律師，也是法西斯主義者 ；姊妹瑪納·歐（Marna Aall）於1895年和挪威哲學家克里斯蒂安·畢利亞-柏萊生旺伍·奧爾斯結婚，1910年離婚，不過阿納頓·歐仍有為他作傳，放在他寫的人物辭典《挪威人物全書》第一版第一章裡。歐氏家族的祖先包括尼古拉伊·本雅明·歐、尼斯·歐、尤爾根·歐等人。
1899年，阿納頓·歐與元配卡特琳·安東尼·蘭格爾德（Cathrine Antonie Langaard）結婚，她是挪威商人康拉德·蘭格爾德之女，於1926年過世。阿納頓·歐於1928年10月和澳洲民族學家莉莉·韋澤（Lily Weiser）再婚，他們的其中一位孫女是挪威心理學家莉絲貝思·霍特·布魯多。